# Deutsche Leichtathletik-Meisterschaften 1924
Die 26. Deutschen Leichtathletik-Meisterschaften fanden am 9. und 10. August 1924 in Stettin statt. Es waren die letzten gemeinsamen Meisterschaftswettbewerbe von Frauen und Männern, bevor sie in den folgenden neun Jahren getrennt durchgeführt wurden.

## Wettbewerbsprogramm
Erstmals kamen bei den Männern das beidarmige Stoßen/Werfen im Kugelstoßen, Diskuswurf und Speerwurf ins Wettkampfprogramm. Allerdings wurden diese Disziplinen schon nach fünf Jahren wieder gestrichen, da sie auch international keine Rolle mehr spielten. Für die Wertung wurde zur Weite des Stoßes/Wurfes mit dem schwächeren Arm die für den Wettkampf mit dem besseren Arm bereits erzielte Weite hinzu addiert.

## Ausgelagerte Disziplinen
Zwei Wettbewerbe wurden ausgelagert:
- Waldlauf mit Einzel- und Mannschaftswertung – Fürstenwalde an der Spree, 25. April
- 50-km-Gehen (Männer) – München, 5. Oktober

## Deutscher Marathonlauf
Am 26. Juli gab es in Berlin außerdem auch wieder einen Marathonlauf über die klassischen 42,195 km. Diese Disziplin gehörte in diesem Jahr letztmals noch nicht zu den offiziellen Meisterschaftswettbewerben, sondern wurde wie in den Jahren zuvor als „Deutscher Marathonlauf“ unabhängig davon durchgeführt, bevor sie dann ab 1925 offiziell ins Meisterschaftsprogramm aufgenommen wurde.

## Sportliche Leistungen
Lilli Henoch (Berliner SC) gewann mit Weitsprung, Kugelstoßen, Diskuswurf sowie als Startläuferin der 4-mal-100-Meter-Staffel gleich vier Meistertitel bei insgesamt nur sieben Frauendisziplinen. Otto Peltzer (SC Preußen Stettin) wurde Doppelmeister auf den Mittelstrecken.

## Ergebnisübersichten
Die folgenden beiden Übersichten fassen die Medaillengewinner und -gewinnerinnen aller Wettbewerbe von 1924 zusammen.

### Medaillengewinner Männer
| Disziplin                                       | Gold                                                                     | Leistung       | Silber                                                             | Leistung       | Bronze                                                        | Leistung       |
| ----------------------------------------------- | ------------------------------------------------------------------------ | -------------- | ------------------------------------------------------------------ | -------------- | ------------------------------------------------------------- | -------------- |
| 100 m                                           | Hubert Houben (Preussen Krefeld)                                         | 10,7 s00       | Hermann Schlöske (SCC Berlin)                                      | 10,9 s00       | Kurt Dreibholz (Schwarz-Weiß Essen)                           |                |
| 200 m                                           | Hermann Schlöske (SCC Berlin)                                            | 22,3 s00       | Willi Apfel (MTG Mannheim)                                         | 22,8 s00       | Arthur Reinhardt (SV St. Georg 1895 Hamburg)                  |                |
| 400 m                                           | Otto Neumann (MTG Mannheim)                                              | 51,2 s00       | Reinhold Schmidt (SC Teutonia 99 Berlin)                           |                | Hermann Wellenreuther (MTG Mannheim)                          |                |
| 800 m                                           | Otto Peltzer (SC Preußen Stettin)                                        | 1:57,2 min     | Martin Osterhoff (Hamburger SV)                                    |                | Schwarz (Hamburger SV)                                        |                |
| 1500 m                                          | Otto Peltzer (SC Preußen Stettin)                                        | 4:06,8 min     | Ludwig Kleekam (TSV 1860 München)                                  |                | Walter König (TSV 1860 München)                               |                |
| 5000 m                                          | Wilhelm Husen (SV St. Georg Hamburg)                                     | 15:23,7 min    | Peter Frandsen (SV Oldesloe)                                       | 15:25,0 min    | Fritz Graßmann (BC Vielau)                                    |                |
| 10.000 m                                        | Fritz Graßmann (BC Vielau)                                               | 33;07,4 min    | Wilhelm Tumoszeit (Polizei SV Berlin)                              |                | Max Gaßmuß (Meißner SV 08)                                    |                |
| Marathon                                        | Paul Hempel (SCC Berlin)                                                 | 2:47:05,2 h00  | Max Wils (Berliner AK 07)                                          | 2:49:21,3 h00  | Willi Schumann (SC Komet Berlin)                              | 2:51:23,5 h00  |
| 110 m Hürden                                    | Fritz Gundel (DSC Berlin)                                                | 16,2 s00       | Morgenroth (DSV München)                                           |                | Fritz Köpke (SC Preußen Stettin)                              | 17,7 s00       |
| 400 m Hürden                                    | Arthur Hebel (MTG Mannheim)                                              | 58,5 s00       | Willi Schumann (TSV Zehlendorf 88 Berlin)                          |                |                                                               |                |
| 4 × 100 m Staffel                               | Preussen KrefeldWilhelm Lethen Hans Stegmann Heinrich Most Hubert Houben | 43,9 s00       | DSC BerlinWilli Thumm Erich Klähn Harry Bormann Willy Wondratschek |                | Kölner SC 1899Paul Hoffmann Kurt Mölle Neuhaus Josef Düllmann |                |
| 3 × 1000-m-Staffel                              | SCC BerlinSteinhäuser Reinhold Siemon Schoemann                          | 7:57,3 min     | TSV 1860 MünchenWalter König Ludwig Kleekam Carl Jenuwein          | 7:58,0 min     | Kölner BC 01G. Wegener A. Klotz Herbert Böcher                |                |
| 50-km-Gehen                                     | Paul Sievert (Neuköllner Sportfreunde)                                   | 4:34:03 h000   | Bruno Born (Polizei SV Berlin)                                     | 5 00:04 h000   | Fred Groiß (Geher-SV Landshut)                                | 5 07:28 h000   |
| Hochsprung                                      | Max Skorczinski (Polizei SV Berlin)                                      | 1,77 m         | Ernst Fritzmann (SCC Berlin)                                       | 1,72 m         | Kurt Klugkist (TSV Grünhayn)                                  | 1,72 m         |
| Stabhochsprung                                  | Alfred Lehniger (SCC Berlin)                                             | 3,70 m         | Achilles Reeg (Eintracht Frankfurt)                                | 3,60 m         | Josef Adams (SV Kurhessen Kassel)                             | 3,60 m         |
| Weitsprung                                      | Henry Schumacher (VfL 93 Hamburg)                                        | 6,89 m         | Gustav Hempel (VfL Dessau)                                         | 6,77 m         | Fritz Köpke (SC Preußen Stettin)                              | 6,47 m         |
| Kugelstoßen                                     | Ludwig Haymann (TSV 1860 München)                                        | 13,37 m        | Hermann Hänchen (Polizei SV Berlin)                                | 12,99 m        | Georg Brechenmacher (DSV München)                             | 12,22 m        |
| Kugelstoßen beidarmig                           | Ludwig Haymann (TSV 1860 München)                                        | 24,20 m        | Hermann Hänchen (Polizei SV Berlin)                                | 22,31 m        | Georg Brechenmacher (DSV München)                             | 21,71 m        |
| Diskuswurf                                      | Gustav Steinbrenner (FV Borussia Frankfurt)                              | 41,20 m        | Hans Hoffmeister (SC Münster 08)                                   | 37,73 m        | Hans Thiele (SpVgg ASCO Königsberg)                           | 36,57 m        |
| Diskuswurf beidarmig                            | Hermann Hänchen (Polizei SV Berlin)                                      | 68,09 m        | Gustav Steinbrenner (FV Borussia Frankfurt)                        | 67,32 m        | Wendt (Preußen Münster)                                       | 66,26 m        |
| Speerwurf                                       | Kurt Zimmermann (VfB Breslau)                                            | 56,83 m        | Walter Lüdeke (DSC Berlin)                                         | 56,52 m        | Bruno Schlokat (SC Preußen Insterburg)                        | 55,11 m        |
| Speerwurf beidarmig                             | Walter Lüdeke (DSC Berlin)                                               | 93,08 m        | Walther Schnurr (Atos Berlin)                                      | 90,06 m        | Bruno Schlokat (SC Preußen Insterburg)                        | 84,85 m        |
| Zehnkampf, offiz. Wert. 2. Zeile.: 1985er Wert. | Hermann Westerhaus (Berliner SC)                                         | 534 P (5520 P) | Walther Schnurr (Atos Berlin)                                      | 484 P (5201 P) | Otto Weinhold (Guts Muts Dresden)                             | 484 P (5436 P) |
| Waldlauf – ca. 10.000 m                         | Fritz Graßmann (Vielau)                                                  | 36:32,0 min    | Max Bräutigam (BC Zeitz)                                           |                | Willi Dreckmann (Polizei SV Hamburg)                          |                |
| Waldlauf, Mannschaftswertung                    | Polizei SV HamburgWilli Dreckmann Ahrens Springer                        | 8 P            | Polizei SV BerlinSchmiedel Werner Burkhard Heinrich Brauch         | 21 P           | SCC BerlinErich Mierdel Koch Voß                              | 31 P           |

### Medaillengewinnerinnen Frauen
| Disziplin         | Gold                                                             | Leistung | Silber                                           | Leistung | Bronze                                                          | Leistung |
| ----------------- | ---------------------------------------------------------------- | -------- | ------------------------------------------------ | -------- | --------------------------------------------------------------- | -------- |
| 100 m             | Emmi Haux (SC Frankfurt 1880)                                    | 12,9 s   | Lilli Henoch (Berliner SC)                       | 13,0 s   | Gundel Wittmann (SCC Berlin)                                    | 13,1 s   |
| 4 × 100 m Staffel | Berliner SCLilli Henoch Cläre Voss Charlotte Köhler Gerda Pöting | 52,9 s   | SCC BerlinFriedel Martin Birkner Gundel Wittmann | 53,0 s   | Dresdensia DresdenFlade D. Müller Johanna Kändler Edith Kreißig | 53,1 s   |
| Hochsprung        | Marie Heister (Frisia Wilhelmshaven)                             | 1,43 m   | Eva von Bredow (SC Brandenburg Berlin)           | 1,43 m   | Dittmann (STC Görlitz)                                          | 1,35 m   |
| Weitsprung        | Lilli Henoch (Berliner SC)                                       | 4,97 m   | Marie Heister (Frisia Wilhelmshaven)             | 4,86 m   | Gisela Pöting (Berliner SC)                                     | 4,86 m   |
| Kugelstoßen       | Lilli Henoch (Berliner SC)                                       | 8,69 m   | Anni Alt (TSV 1860 München)                      | 8,51 m   | Charlotte Mäder (Sportclub Bernau)                              | 8,47 m   |
| Diskuswurf        | Lilli Henoch (Berliner SC)                                       | 25,61 m  | Charlotte Mäder (Sportclub Bernau)               | 21,60 m  | Mimi Luxem (Eimsbütteler TV)                                    | 20,80 m  |
| Speerwurf         | Wally Wittmann (SCC Berlin)                                      | 35,61 m  | Margarete Riewe (SCC Berlin)                     | 32,92 m  | Erna Pröschold (Preußen Münster)                                | 32,34 m  |